# Mando Conjunto de la ISAF
El Mando Conjunto de la ISAF (en inglés: ISAF Joint Command, IJC) fue el mando de operaciones de la Fuerza Internacional de Asistencia para la Seguridad (ISAF), la misión de la OTAN en Afganistán durante la guerra (2001-2014) en el país.
Era el segundo mando en importancia de la ISAF después del cuartel general. Llegó a coordinar en 2012 a unos 130 000 efectivos de más de cuarenta países con las Fuerzas de Seguridad Afganas. Su misión era llevar a cabo operaciones para neutralizar la insurgencia con el fin de proteger al pueblo afgano y proporcionar un entorno seguro para una paz sostenible.

## Miembros
Miembros de la OTAN: Albania, Bélgica, Bulgaria, Canadá, Croacia, República Checa, Dinamarca, Estonia, Francia, Alemania, Grecia, Hungría, Islandia, Italia, Letonia, Lituania, Luxemburgo, Países Bajos, Noruega, Polonia, Portugal, Rumania, Eslovaquia, Eslovenia, España, Turquía, Reino Unido, Estados Unidos de América
Euro-Atlantic Partnership Council - Consejo Asociativo Euro-Atlántico (EAPC): Armenia, Austria, Azerbaiyán, Bielorrusia, Bosnia y Herzegovina, Finlandia, la República de Macedonia (hoy, Macedonia del Norte), Georgia, Irlanda, Kazajistán, Kirguistán, Malta, Moldavia, Montenegro, Rusia, Serbia , Suecia, Suiza, Tayikistán, Turkmenistán, Ucrania, Uzbekistán
Diálogo Mediterráneo: Argelia, Egipto, Israel, Jordania, Mauritania, Marruecos, Túnez
Iniciativa de Cooperación de Estambul: Baréin, Catar, Kuwait, Emiratos Árabes Unidos
Países en contacto: Australia, Japón, República de Corea, Colombia, México, El Salvador, Nueva Zelanda, Tonga